# (8255) Masiero
Pour les articles homonymes, voir Masiero.
(8255) Masiero est un astéroïde de la ceinture principale.

## Description
(8255) Masiero est un astéroïde de la ceinture principale. Il fut découvert le 2 mars 1981 à Siding Spring par Schelte J. Bus. Il présente une orbite caractérisée par un demi-grand axe de 2,69 UA, une excentricité de 0,05 et une inclinaison de 1,6° par rapport à l'écliptique.
Il est nommé d'après Joseph Masiero, astronome au Jet Propulsion Laboratory.

## Compléments